# Wairoa (Stadt)

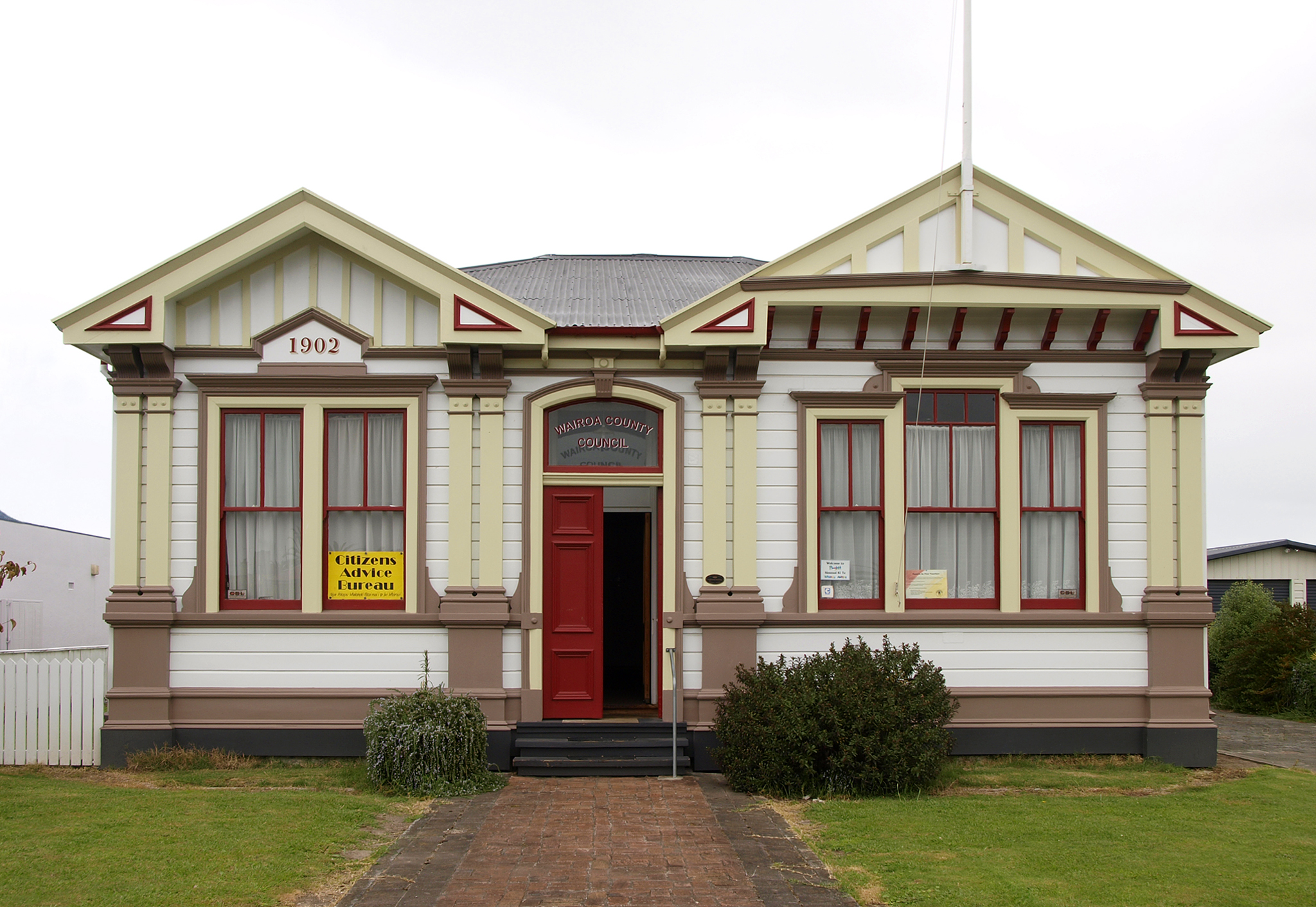
Gebäude des Wairoa County Council aus dem Jahre 1902

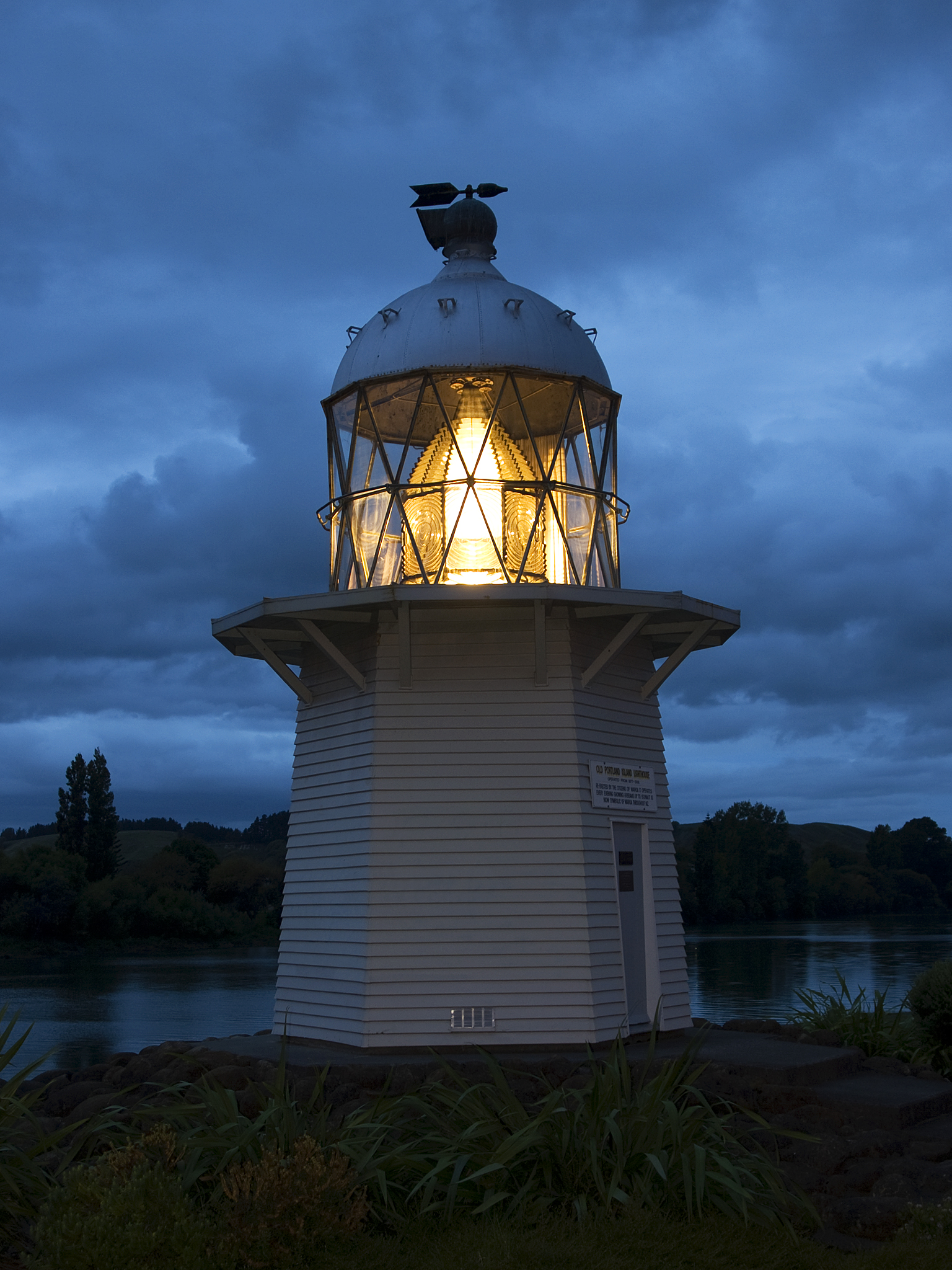
Alter Leuchtturm von Portland Island, 1961 in Wairoa wieder aufgebaut

Wairoa ist eine Stadt im Wairoa District der Region Hawke’s Bay auf der Nordinsel von Neuseeland. Die Stadt ist Sitz des Wairoa District Council.

## Namensherkunft
Wairoa bedeutet entsprechend der Sprache der Māori „langer Fluss“, womit der Wairoa River gemeint war, an dem die Stadt liegt und ihren Namen bezog.

## Geographie
Die Stadt befindet sich rund 68 km nordöstlich von Napier in der nördlichen Hälfte der Hawke Bay direkt im Mündungsgebiet des Wairoa River in den Pazifischen Ozean. Die Stadt, vom Fluss in zwei Hälften geteilt, ist von einer bis zu 200 m hohen hügeligen Landschaft umgeben.

## Geschichte

### Siedlungsgeschichte
Wairoa war ursprünglich eine Māori-Siedlung. Für die Vorfahren, die mit dem Takitimu Kanu an der Flussmündung des Wairoa River ankamen, war der Fluss Grundlage zur Nahrungsbeschaffung und die Flussmündung schließlich ihr Siedlungsgebiet. Im Zuge der europäischen Besiedlung der Gegend wurde 1839 eine Handelsstation in Wairoa errichtet. 1841 kam der erste Missionar und drei Jahre später wurde daraus eine feste Missionsstation. Die ersten europäischen Farmer, die sich des Landes bemächtigten, züchteten Schafe und bauten Flachs an.
1864 wurde knapp 12.000 ha, mit dem Teil auf dem sich die Stadt heute befindet, von der Regierung aufgekauft und ab 1866 an Siedler weiterverkauft. Doch zur gleichen Zeit bekam auch in der Gegend um Wairoa die Hauhau-Bewegung Einfluss und so wurde, um die extremistische Bewegung bekämpfen zu können, Wairoa zu einem kolonialen Militärstützpunkt ausgebaut. Nach Kämpfen im oberen Bereich des Wairoa River und in der Gegend um Lake Waikaremoana wurde das Land der Māori von der Regierung konfisziert, obwohl viele der Māori von Wairoa mit auf der Seite der Engländer gekämpft haben.
1865 wurde das Riverside Hotel an der Stelle gebaut, an der 1876 der erste Fährbetrieb aufgenommen wurde. Eine Überfahrt für einen shilling dauerte damals eine halbe Stunde. Das Hotel wurde später Ferry Hotel genannt und ist noch erhalten. Die unter britischer Kontrolle entstandene Siedlung wurde nach dem Aufkauf des Landes zunächst Clyde genannt, 1909 aber, als der Siedlung die Stadtrechte erteilt wurden, wieder in Wairoa umbenannt.
Der Mangel an geeigneten Transportwegen beschränkte die Entwicklung der Region und der Stadt. Die schwierige Navigation von See aus in den Fluss hinein und der Mangel an geeigneten Straßen waren die Hauptursachen. In und um Wairoa entwickelte sich die Landwirtschaft, Forstwirtschaft und die Milchproduktion. 1903 wurde eine Molkerei in Betrieb genommen, die täglich bis zu 600 Gallone Milch verarbeitete. 1916 kam eine Fabrik hinzu, die Lamm-, Schafs- und Rindfleisch für den Transport einfror und durchschnittlich 200 Beschäftigten das Einkommen sicherte.

### Erdbeben von 1931
Von dem Hawke’s Bay Erdbeben von 1931 war Wairoa ebenfalls betroffen. Die Zerstörungen waren nicht vergleichbar mit denen in Napier und Hastings, wo jeweils die gesamte Stadt in Schutt und Trümmer gelegt wurde. Doch das Erdbeben am 3. Februar, welches mit der Stärke 7,8 MS und über Wochen hinweg mit Hunderten von Nachbeben auftrat, forderte zwei Todesopfer in der Stadt und zerstörte die einzige und wichtigste Brücke über den Wairoa River, die die beiden Stadthälften verband. Es dauerte zwei Jahre die 1888 erbaute Brücke zu ersetzen, zumal 1932 ein weiteres Erdbeben das Ersatzbauwerk ebenfalls beschädigte. 1988 wurde auch die neu erbaute Brücke zerstört, dieses Mal von dem Zyklon Bora, der weite Teile der Nordinsel unter Wasser setzte und die Flüsse zu reißenden Strömen werden ließ, so auch den Wairoa River. Die heutige Brücke benötigte auch fast zwei Jahre Bauzeit und wurde im Februar 1990 von Queen Elisabeth II. bei ihrem Neuseelandbesuch offiziell eingeweiht.

## Bevölkerung
Zum Zensus des Jahres 2013 zählte der Ort 4050 Einwohner, 5,2 % weniger als zur Volkszählung im Jahr 2006.

## Wirtschaft
Der südliche Teil der Stadt stellt mit der Wohngegend, den Einkaufsmöglichkeiten und den sozialen und kulturellen Einrichtungen das eigentliche Zentrum der Stadt dar, hingegen der nördliche Teil auf der anderen Flussseite mehr industriell und durch Kleinbetriebe geprägt ist. Außer einem Sägewerk und der Fleischverarbeitung der Firma AFFCO, die 1990 in Wairoa die bereits bestehende Fabrik übernahm, ist heute in der Stadt kein nennenswertes Industrieunternehmen mehr zu verzeichnen.

## Infrastruktur

### Straßenverkehr
Durch Wairoa führt der New Zealand State Highway 2, über diesen sind bis Gisborne im Nordosten 98 Straßenkilometer zurückzulegen und bis nach Napier am südwestlichen Ende der Hawke Bay 118 km. Eine weitere wichtige verkehrstechnische Verbindung stellt der New Zealand State Highway 38 in Richtung Rotorua dar. Die 222 km lange Verbindung nach Nordwesten erfüllt allerdings zwischen Lake Waikaremoana und Murupara nicht den Anforderungen eines State Highways, da der Abschnitt zum Teil aus einer unversiegelten Trasse besteht.

### Schienenverkehr
Der Bahnhof der Stadt ist heute der Endpunkt der Bahnstrecke Palmerston North–Gisborne. Der weiterführende Streckenast nach Gisborne wird seit 2012 nach eingetretenen Unwetterschäden nicht mehr befahren, ist aber nicht stillgelegt. Der damals ebenfalls beschädigte Abschnitt zwischen Wairoa und Napier dagegen wurde zögerlich repariert und ging 2019 wieder in Betrieb. Er dient vor allem dem Holztransport.

### Schiffsverkehr
Obwohl Wairoa mit der Mündung des Wairoa River direkt am Pazifischen Ozean liegt, lässt das Mündungsgebiet keinen Schiffsverkehr zu., ein Hafen existiert deshalb nicht. Auch verfügt die Stadt über keinen Anleger bzw. Rampe für kleine Boote.

### Flugverkehr
Rund 2 km nordwestlich des Stadtzentrums verfügt Wairoa über einen kleinen Flughafen mit einer 914 m langen asphaltierte Start- und Landebahn. Von ihm können kleine Flugzeuge und Helikopter starten. Der Flughafen ist auch Basis des örtlichen Wairoa Aero Club.

## Tourismus
Die Stadt versucht sich heute als Knotenpunkt und Ausgangspunkt für Touristen darzustellen und stellt touristische Ziele wie das Gebiet des Te Urewera, den Lake Waikaremoana, die Māhia Peninsula und den Ort Morere mit seiner heißen Quelle in den Vordergrund. Die Stadt selbst, hat außer einem Leuchtturm (s. u.), einem gut und anschaulich aufgebauten Museum, welches in dem ehemaligen Bankgebäude der Commercial Bank of Australia von 1911 untergebracht ist, und einer reizvollen Landschaft ringsherum, touristisch nicht viel zu bieten.

## Sehenswürdigkeiten
Verwunderung kommt auf, wenn Reisende dem State Highway 2 folgend von Norden kommend über die Wairoa Brücke in die Stadt hineinfahren wollen und am Flussufer einen ab den Abendstunden im Betrieb befindlichen Leuchtturm sehen. Der Leuchtturm, der von 1877 bis 1958 auf der Portland Island seinen Dienst verrichtete und dann durch ein automatisiertes Leuchtfeuer ersetzt wurde, kam 1961 in die Stadt, wurde restauriert und ist seit dem so etwas wie ein Symbol der Stadt geworden.

## Persönlichkeiten
- James Carroll (1857–1926), Politiker irisch-maorischer Abstammung
- George Nepia (1905–1986), Rugby-Union-Spieler
- Dudley Storey (1939–2017), Ruderer
- Greg Somerville (* 1977), Rugby-Union-Spieler